# Kausativ
Kausativ (förkortat: CAUS) är ett grammatiskt kasus som anger orsaken eller anledningen till någonting. Kasuset förekommer i det dravidiska språket telugu och i indianspråket quechua. Dessutom finns det i det indoeuropeiska språket tokhariska "B".